# Claira
Cet article possède un paronyme, voir Clairac.
Claira  est une commune française située dans le département des Pyrénées-Orientales, en région Occitanie. Sur le plan historique et culturel, la commune est dans le Roussillon, une ancienne province du royaume de France, qui a existé de 1659 jusqu'en 1790 et qui recouvrait les trois vigueries du Roussillon, du Conflent et de Cerdagne.
Exposée à un climat méditerranéen, elle est drainée par l'Agly, la Llavanera, le ruisseau de Claira et par un autre cours d'eau.
Claira est une commune urbaine qui compte 4 801 habitants en 2022, après avoir connu une forte hausse de la population depuis 1975. Elle est dans l'unité urbaine de Claira et fait partie de l'aire d'attraction de Perpignan. Ses habitants sont appelés les Clairanencs ou  Clairanencques.

## Géographie

### Localisation
La commune de Claira se trouve dans le département des Pyrénées-Orientales, en région Occitanie.
Elle se situe à 9 km à vol d'oiseau de Perpignan, préfecture du département, et à 3 km de Saint-Laurent-de-la-Salanque, bureau centralisateur du canton de la Côte salanquaise dont dépend la commune depuis 2015 pour les élections départementales.
La commune fait en outre partie du bassin de vie de Saint-Laurent-de-la-Salanque.
Les communes les plus proches sont : 
Saint-Hippolyte (2,8 km), Torreilles (3,2 km), Saint-Laurent-de-la-Salanque (3,2 km), Pia (3,3 km), Bompas (3,7 km), Villelongue-de-la-Salanque (4,3 km), Sainte-Marie-la-Mer (6,2 km), Rivesaltes (6,7 km).
Sur le plan historique et culturel, Claira fait partie de l'ancienne province du royaume de France, le Roussillon, qui a existé de 1659 jusqu'à la création du département des Pyrénées-Orientales en 1790 et qui recouvrait les trois vigueries du Roussillon, du Conflent et de Cerdagne.

### Communes limitrophes
Les communes limitrophes sont  Bompas, Pia, Rivesaltes, Saint-Hippolyte, Saint-Laurent-de-la-Salanque, Salses-le-Château, Torreilles et Villelongue-de-la-Salanque.
| Salses-le-Château | Saint-Hippolyte | Saint-Laurent-de-la-Salanque |
| Rivesaltes        | Claira          | Torreilles                   |
| Pia               | Bompas          | Villelongue-de-la-Salanque   |

### Géologie et relief
La commune est classée en zone de sismicité 3, correspondant à une sismicité modérée.

### Hydrographie
Le village de Claira est situé sur la rive gauche de l'Agly, à environ 10 kilomètres de Perpignan, en Salanque.

### Climat
Pour des articles plus généraux, voir Climat de l'Occitanie et Climat des Pyrénées-Orientales.
En 2010, le climat de la commune est de type climat méditerranéen franc, selon une étude du CNRS s'appuyant sur une série de données couvrant la période 1971-2000. En 2020, Météo-France publie une typologie des climats de la France métropolitaine dans laquelle la commune est exposée à un climat méditerranéen et est dans la région climatique Provence, Languedoc-Roussillon, caractérisée par une pluviométrie faible en été, un très bon ensoleillement (2 600 h/an), un été chaud (21,5 °C), un air très sec en été, sec en toutes saisons, des vents forts (fréquence de 40 à 50 % de vents > 5 m/s) et peu de brouillards.
Pour la période 1971-2000, la température annuelle moyenne est de 15 °C, avec une amplitude thermique annuelle de 15,5 °C. Le cumul annuel moyen de précipitations est de 540 mm, avec 5,5 jours de précipitations en janvier et 2,4 jours en juillet. Pour la période 1991-2020, la température moyenne annuelle observée sur la station météorologique la plus proche, située sur la commune de Torreilles à 3 km à vol d'oiseau, est de 15,5 °C et le cumul annuel moyen de précipitations est de 554,7 mm,. Pour l'avenir, les paramètres climatiques de la commune estimés pour 2050 selon différents scénarios d’émission de gaz à effet de serre sont consultables sur un site dédié publié par Météo-France en novembre 2022.

### Milieux naturels et biodiversité
Aucun espace naturel présentant un intérêt patrimonial n'est recensé sur la commune dans l'inventaire national du patrimoine naturel,,.

## Urbanisme

### Typologie
Au 1er janvier 2024, Claira est catégorisée ceinture urbaine, selon la nouvelle grille communale de densité à sept niveaux définie par l'Insee en 2022.
Elle appartient à l'unité urbaine de Claira, une unité urbaine monocommunale constituant une ville isolée,. Par ailleurs la commune fait partie de l'aire d'attraction de Perpignan, dont elle est une commune de la couronne,. Cette aire, qui regroupe 118 communes, est catégorisée dans les aires de 200 000 à moins de 700 000 habitants,.

### Occupation des sols

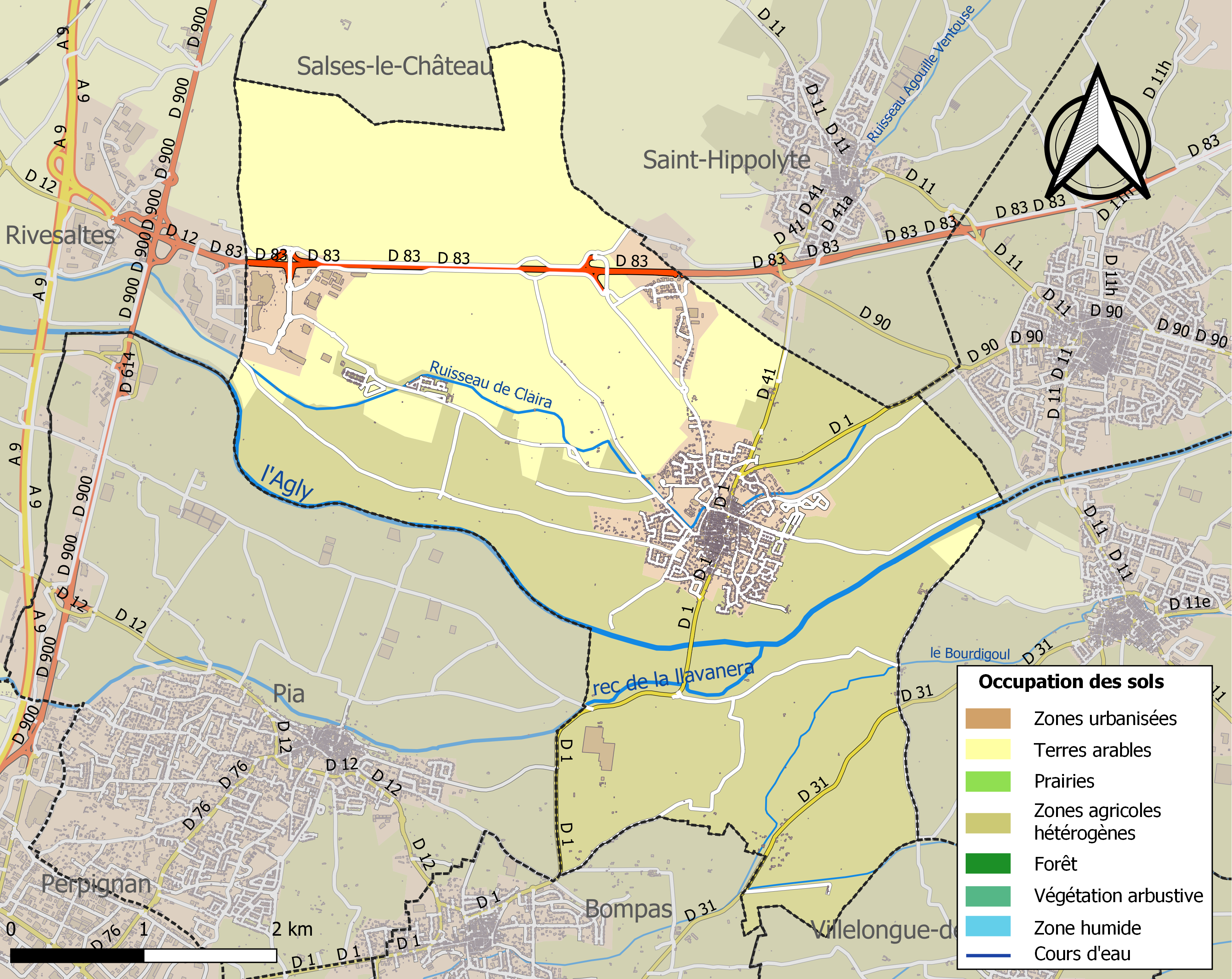
Carte des infrastructures et de l'occupation des sols de la commune en 2018 (CLC).

L'occupation des sols de la commune, telle qu'elle ressort de la base de données européenne d’occupation biophysique des sols Corine Land Cover (CLC), est marquée par l'importance des territoires agricoles (89,1 % en 2018), en diminution par rapport à 1990 (96,3 %). La répartition détaillée en 2018 est la suivante : 
zones agricoles hétérogènes (52,3 %), cultures permanentes (36,7 %), zones urbanisées (6,6 %), zones industrielles ou commerciales et réseaux de communication (4,3 %). L'évolution de l’occupation des sols de la commune et de ses infrastructures peut être observée sur les différentes représentations cartographiques du territoire : la carte de Cassini (XVIIIe siècle), la carte d'état-major (1820-1866) et les cartes ou photos aériennes de l'IGN pour la période actuelle (1950 à aujourd'hui).

### Voies de communication et transports
La commune est accessible depuis l'autoroute A9 (échangeur 41) par la route départementale 83 (sorties 5 et 6).
Claira est également desservie par une voie verte de 14 km, entre Le Barcarès et Rivesaltes, le long de la rive gauche de l'Agly.
Au sud du village subsiste une partie de la plateforme de la ligne ferroviaire qui reliait Rivesaltes au Barcarès via Pia, Claira et Saint-Laurent-de-la-Salanque (Ligne de Perpignan au Barcarès). Il reste notamment un pont restauré qui enjambait un chemin de desserte locale. Le pont sur l'Agly a quant à lui été démantelé.
La ligne 503 du réseau régional liO relie la commune à la gare de Perpignan en partant de Salses-le-Château.

### Risques majeurs
Le territoire de la commune de Claira est vulnérable à différents aléas naturels : inondations, climatiques (grand froid ou canicule), mouvements de terrains et séisme (sismicité modérée). Il est également exposé à deux risques technologiques,  le transport de matières dangereuses et la rupture d'un barrage,.

#### Risques naturels
Certaines parties du territoire communal sont susceptibles d’être affectées par le risque d’inondation par crue torrentielle de cours d'eau du bassin de l'Agly. La commune fait partie du territoire à risques importants d'inondation (TRI) de Perpignan-Saint-Cyprien, regroupant 43 communes du bassin de vie de l'agglomération perpignanaise, un des 31 TRI qui ont été arrêtés le 12 décembre 2012 sur le bassin Rhône-Méditerranée. Des cartes des surfaces inondables ont été établies pour trois scénarios : fréquent (crue de temps de retour de 10 ans à 30 ans), moyen (temps de retour de 100 ans à 300 ans) et extrême (temps de retour de l'ordre de 1 000 ans, qui met en défaut tout système de protection),.
Les mouvements de terrains susceptibles de se produire sur la commune sont liés au retrait-gonflement des argiles. Une cartographie nationale de l'aléa retrait-gonflement des argiles permet de connaître les sols argileux ou marneux susceptibles vis-à-vis de ce phénomène.
Ces risques naturels sont pris en compte dans l'aménagement du territoire de la commune par le biais d'un plan de prévention des risques inondations.

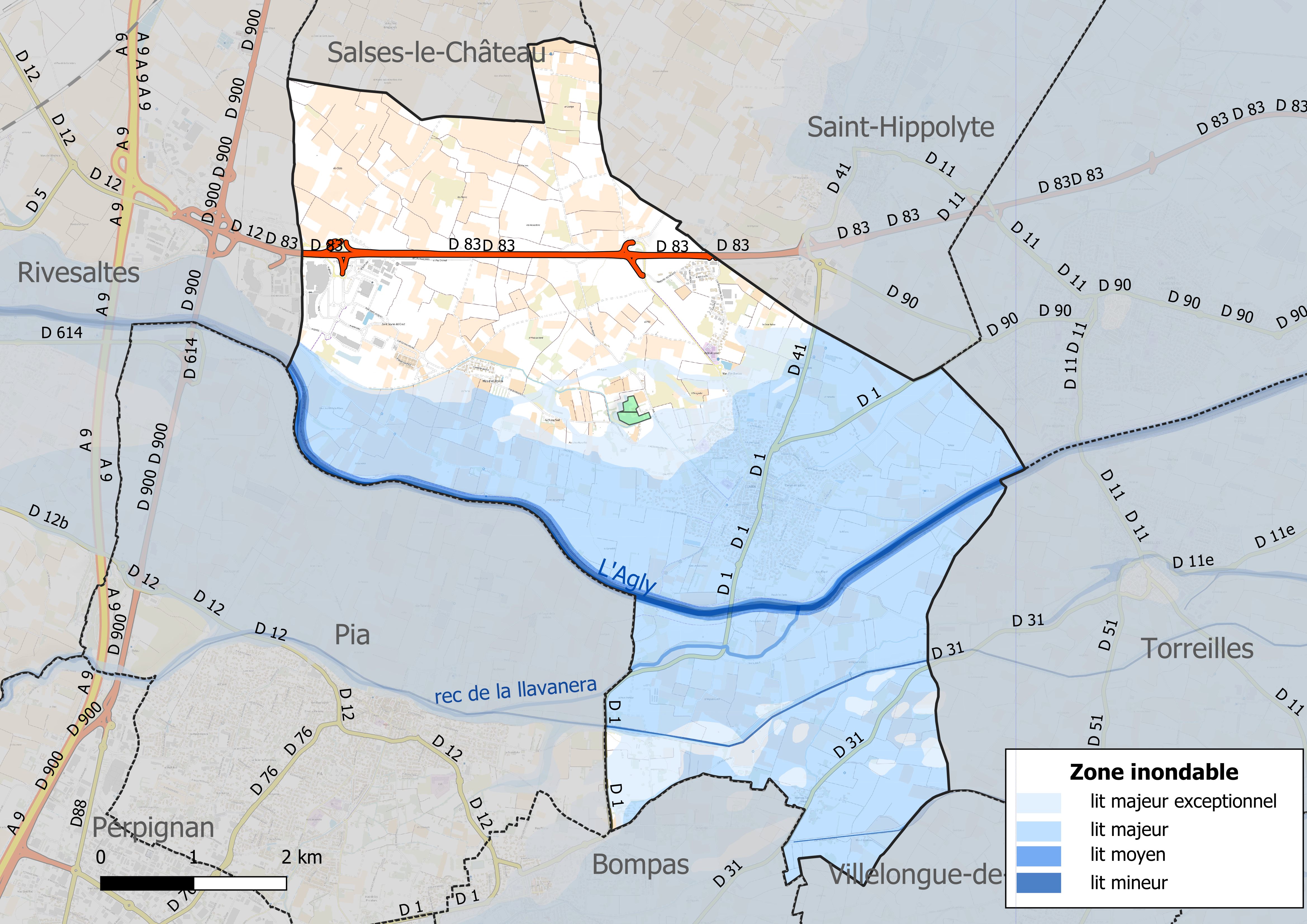
Carte des zones inondables.
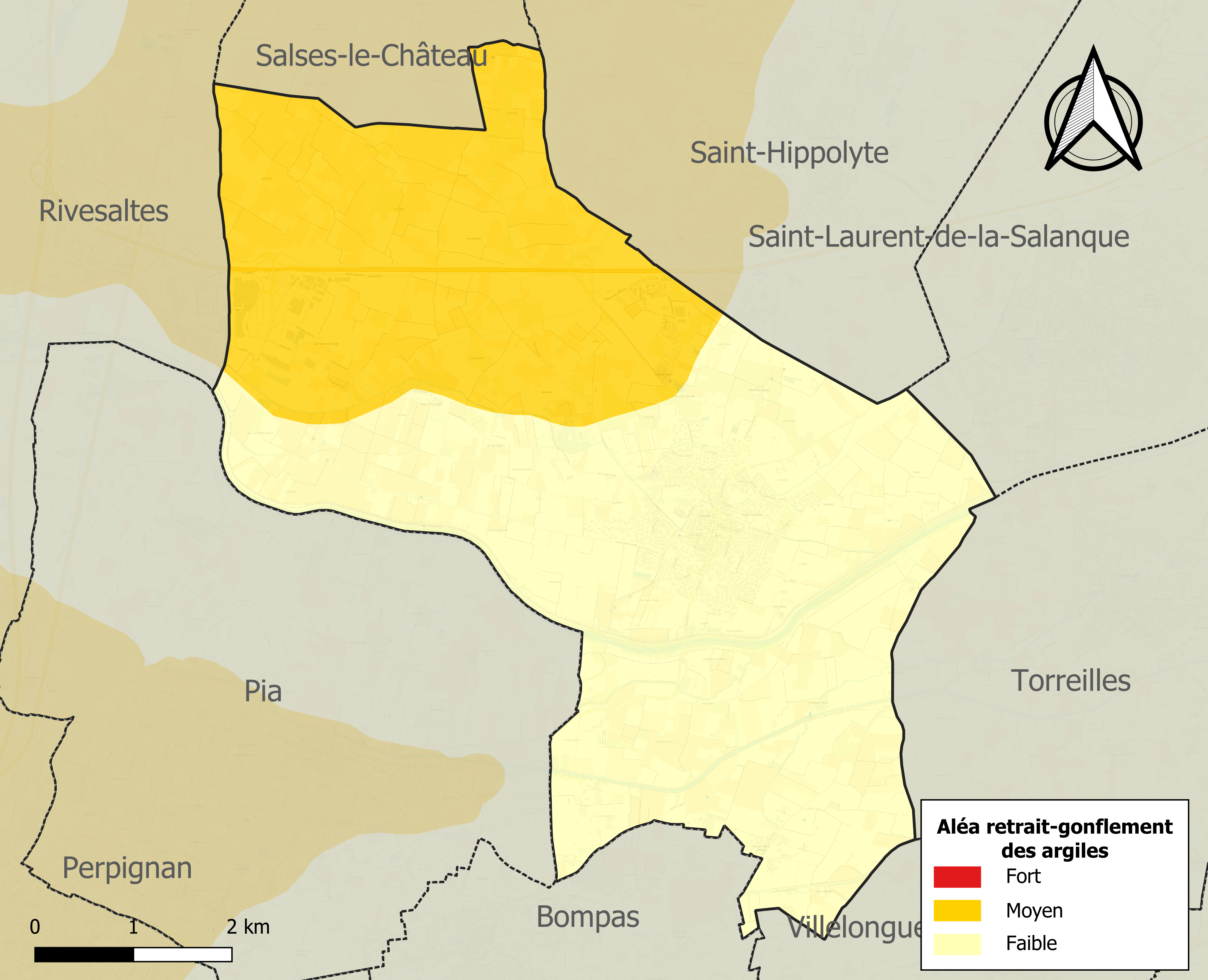
Carte des zones d'aléa retrait-gonflement des argiles.

#### Risques technologiques
Le risque de transport de matières dangereuses sur la commune est lié à sa traversée par une canalisation de transport de gaz. Un accident se produisant sur une telle infrastructure est en effet susceptible d’avoir des effets graves au bâti ou aux personnes jusqu’à 350 m, selon la nature du matériau transporté. Des dispositions d’urbanisme peuvent être préconisées en conséquence.
Dans le département des Pyrénées-Orientales, on dénombre sept grands barrages susceptibles d’occasionner des dégâts en cas de rupture. La commune fait partie des 66 communes susceptibles d’être touchées par l’onde de submersion consécutive à la rupture d’un de ces barrages, le barrage de Caramany sur l'Agly, un ouvrage de 57 m de hauteur construit en 1994.

## Toponymie
Le nom désigne le domaine de Clarius, gentilice (« nom de famille ») latin formé sur le nom de personne Clarus (clarus = clair, brillant, illustre). Le suffixe latin -anum donne la finale catalane -à. La forme Clayrà a été utilisée en catalan par le passé, mais elle ne respecte pas les conventions orthographiques de cette langue, et donc tend à disparaitre.
En catalan, le nom de la commune est Clairà.

## Histoire
L'antique Via Domitia passait à l'ouest du village actuel. Des chemins en reprennent d'ailleurs plus ou moins le tracé. Aux alentours de 118 av. J.-C., le domaine d'un certain Clarus (ou Clarius) s'organise sur une petite éminence à proximité de la Via Domitia, constituant le point d'origine du village.
En 928 est mentionné un premier hameau autour de l'église de Saint-Jaume de Predacalç puis, plus tard, celui autour de l'église de Saint-Pierre. Autour de l'an 1000, Claira devient un village fortifié, avec son église Saint-Vincent et son château de Biterna ou réside le seigneur. En 1140, première mention du prieuré de Saint-Pierre-del-Vilar ou réside une communauté de moines. En 1233, des privilèges sont accordés aux habitants par le comte de Roussillon, Nuno Sanç, à qui avaient été confiés les biens de Bernard-Guillaume de Clayrà, condamné comme hérétique (cathare). En 1356, le roi Pierre III le Cérémonieux donne Claira en héritage à ses deux filles, les infantes Constance (14 ans), reine de Sicile, et Jeanne (12 ans), future Comtesse d'Empories. Les consuls et les habitants protestent car ils voulaient rester dans le domaine royal. En 1365, Claira est le village le plus important de la Salanque et le reste pendant plus de 250 ans. Il compte alors 143 feux. En 1372, création de la chapelle du Christ par Guillem Capdevilla. En 1428, vente du château de Claira à Raymond de Périllos par la reine Marguerite, veuve du dernier roi catalan Martin l'Humain. En 1443, charte de privilèges accordées par le roi Alphonse V d'Aragon pour la création du ruisseau de Claira et la création d'un moulin. Les habitants de Claira pourront prendre les eaux de l'Agly où ils le voudront et autant qu'ils en désireront. La digue est établie au pied de Rivesaltes.
Le 10 juin 1639 a lieu la bataille de Claira où la population entière lutte contre les soldats français. De 1639 à 1659, Claira connait deux exodes dont l'un dura 7 ans et les habitants abandonnent le village en grande partie détruit par les soldats français. Les cloches du village sont sauvées car Claira sert de garnison et les cloches à ameuter les alentours, les cloches des autres villages étant fondues pour faire des canons. En 1659, les habitants réintègrent le village avec leur curé, Francisco Cases et Claira devient française.
Le village est cité à partir du XIe siècle (1013, 1070 et 1091). Les siècles suivants (XIIIe siècle au XVe siècle), plusieurs textes font état des fortifications du village et des réparations à y effectuer. Lors des guerres qui opposèrent la France à l'Espagne au XVIIe siècle, une des batailles prit place à proximité de la localité.

## Politique et administration

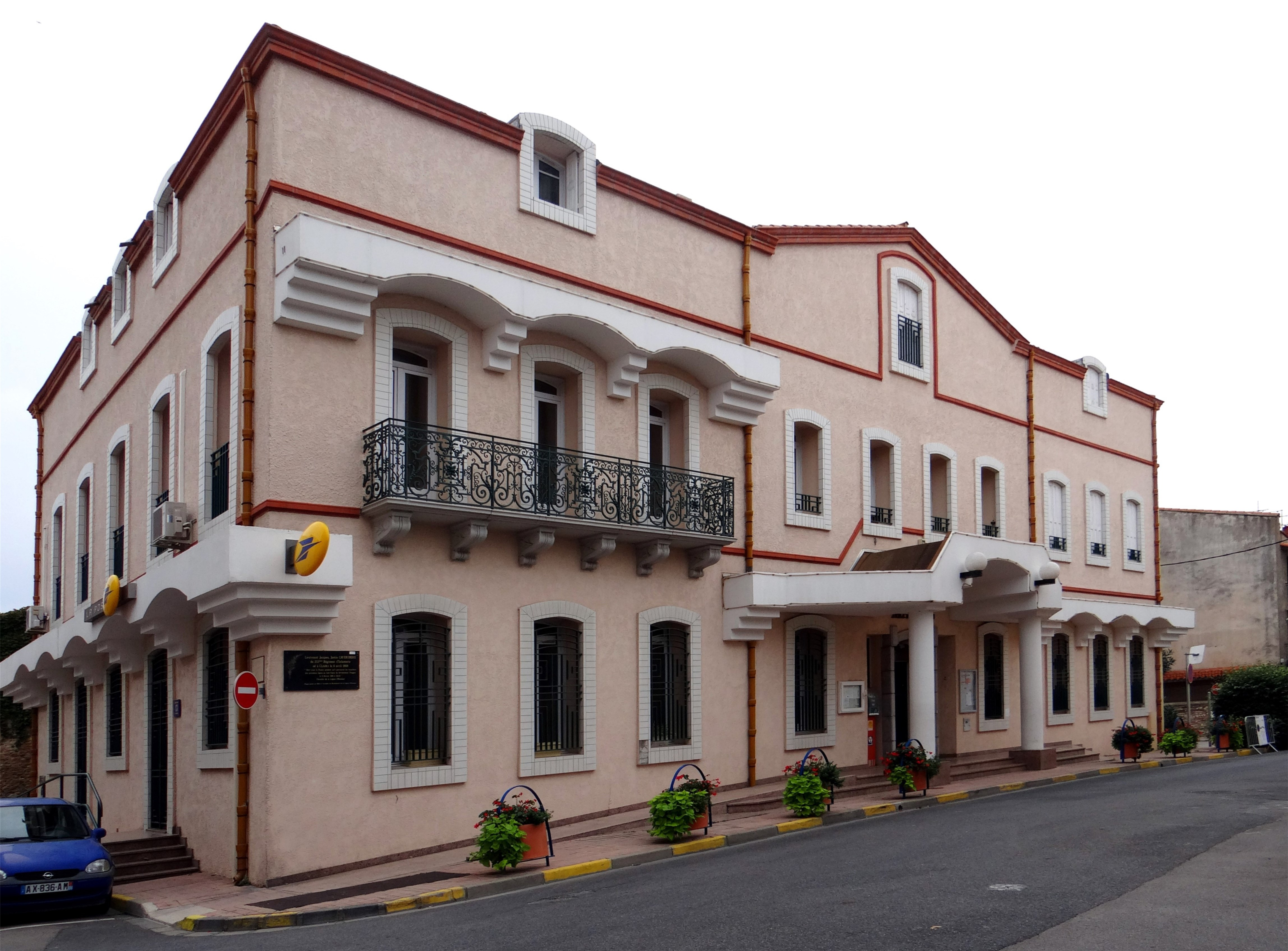
Hôtel de ville et bureau de poste.

### Canton
En 1790, la commune de Claira est incluse dans le canton de Saint-Laurent-de-la-Salanque. Elle rejoint en 1801 le canton de Rivesaltes puis revient, en 1935, dans le canton de Saint-Laurent-de-la-Salanque, qu'elle ne quitte plus par la suite,.
À compter des élections départementales de 2015, la commune est incluse dans le nouveau canton de la Côte salanquaise.

### Liste des maires
| Période                                  | Période                 | Identité                        | Étiquette | Qualité |
| ---------------------------------------- | ----------------------- | ------------------------------- | --------- | --- |
| 1790                                     | ?                       | Antoine Badoua                  |           | |
|                                          |                         |                                 |           | |
| 8 mai 1800                               | avril 1802              | Ange Sanyas                     |           | |
| 22 avril 1802                            | 27 mai 1815             | Joseph Parès fils               |           | |
| 27 mai 1815                              | 25 novembre 1815        | Ange Sanyas                     |           | |
| 25 novembre 1815                         | 28 janvier 1816         | Joseph Parès fils               |           | |
| 28 janvier 1816                          | 5 janvier 1826          | Ange Sanyas                     |           | |
| 5 janvier 1826                           | 12 mars 1829            | François de Rovira              |           | |
| 12 mars 1829                             | 29 août 1830            | François Duron                  |           | |
| 29 août 1830                             | 20 septembre 1831       | Sébastien Gauze                 |           | |
| 20 septembre 1831                        | ?                       | François Cantagrill             |           | |
| ?                                        | 13 mai 1833             | Joseph Parès fils               |           | |
| 13 mai 1833                              | ?                       | François-Sébastien Cantagrill   |           | |
|                                          |                         |                                 |           | |
| ?                                        | 27 février 1848         | François Duron                  |           | |
| 27 février 1848                          | 10 mars 1848            | Étienne Cadène-Maillac          |           | |
| 10 mars 1848                             | 1865                    | Nicolas Manal                   |           | |
| 1865                                     | ?                       | Joseph Ripoull                  |           | |
|                                          |                         |                                 |           | |
| ?                                        | 1888                    | Antoine Cadène-Gauze            |           | |
| 1888                                     | ?                       | Joseph Parès-Cayrol             |           | |
|                                          |                         |                                 |           | |
| avant 1896                               | ?                       | Joseph Sanyas                   |           | |
| Les données manquantes sont à compléter. |                         |                                 |           | |
| octobre 1947                             | mars 1965               | Charles Balat [réf. nécessaire] |           | |
| Les données manquantes sont à compléter. |                         |                                 |           | |
| mars 1989                                | 5 novembre 2017 (décès) | José Puig                       | MoDem     | Vigneron Conseiller général de Saint-Laurent-de-la-Salanque (2011 → 2015) Conseiller départemental de la Côte salanquaise (2015 → 2017) Président de la CC Salanque - Méditerranée (? → 2016) |
| 16 novembre 2017                         | 3 juillet 2020          | Hélène Malé                     | DVD       | Pharmacienne |
| 3 juillet 2020                           | En cours                | Marc Petit                      | SE        | Cadre, chargé d'opération 2e vice-président de la CC Corbières Salanque Méditerranée (depuis 2020) Conseiller départemental depuis 2021                                                       |

## Population et société

### Démographie ancienne
La population est exprimée en nombre de feux (f) ou d'habitants (H).
| 1355  | 1365  | 1378 | 1470 | 1515 | 1553 | 1643 | 1709 | 1720 |
| ----- | ----- | ---- | ---- | ---- | ---- | ---- | ---- | ---- |
| 121 f | 143 f | 92 f | 97 f | 84 f | 31 f | 94 f | 71 f | 96 f |

| 1730  | 1755  | 1767  | 1774  | 1789  | 1790  | - | - | - |
| ----- | ----- | ----- | ----- | ----- | ----- | - | - | - |
| 112 f | 170 f | 546 H | 112 f | 136 f | 534 H | - | - | - |

### Démographie contemporaine
L'évolution du nombre d'habitants est connue à travers les recensements de la population effectués dans la commune depuis 1793. Pour les communes de moins de 10 000 habitants, une enquête de recensement portant sur toute la population est réalisée tous les cinq ans, les populations de référence des années intermédiaires étant quant à elles estimées par interpolation ou extrapolation. Pour la commune, le premier recensement exhaustif entrant dans le cadre du nouveau dispositif a été réalisé en 2007.

En 2022, la commune comptait 4 801 habitants, en évolution de +16,98 % par rapport à 2016 (Pyrénées-Orientales : +3,92 %, France hors Mayotte : +2,11 %).
| 1793 | 1800 | 1806 | 1821  | 1831  | 1836  | 1841  | 1846  | 1851  |
| ---- | ---- | ---- | ----- | ----- | ----- | ----- | ----- | ----- |
| 753  | 733  | 854  | 1 033 | 1 049 | 1 093 | 1 090 | 1 180 | 1 242 |

| 1856  | 1861  | 1866  | 1872  | 1876  | 1881  | 1886  | 1891  | 1896  |
| ----- | ----- | ----- | ----- | ----- | ----- | ----- | ----- | ----- |
| 1 197 | 1 347 | 1 408 | 1 410 | 1 521 | 1 730 | 1 871 | 1 850 | 1 760 |

| 1901  | 1906  | 1911  | 1921  | 1926  | 1931  | 1936  | 1946  | 1954  |
| ----- | ----- | ----- | ----- | ----- | ----- | ----- | ----- | ----- |
| 1 683 | 1 662 | 1 605 | 1 616 | 1 491 | 1 581 | 1 565 | 1 280 | 1 324 |

| 1962  | 1968  | 1975  | 1982  | 1990  | 1999  | 2006  | 2007  | 2012  |
| ----- | ----- | ----- | ----- | ----- | ----- | ----- | ----- | ----- |
| 1 439 | 1 446 | 1 249 | 1 415 | 2 117 | 2 625 | 3 365 | 3 469 | 3 756 |

| 2017  | 2022  | - | - | - | - | - | - | - |
| ----- | ----- | - | - | - | - | - | - | - |
| 4 181 | 4 801 | - | - | - | - | - | - | - |

| selon la population municipale des années : | 1968 | 1975 | 1982 | 1990 | 1999 | 2006 | 2009 | 2013 |
| Rang de la commune dans le département      | 40   | 46   | 45   | 38   | 34   | 30   | 30   | 28   |
| Nombre de communes du département           | 232  | 217  | 220  | 225  | 226  | 226  | 226  | 226  |

### Manifestations culturelles et festivités
- Fête patronale et communale : 22 janvier[43].

### Sports
- Rugby à XIII : Claira compte un club de rugby à XIII, Claira XIII.
- Taekwondo : Taekwondo Kang Claira.
- Football : Claira a un club de football depuis 1979 et qui est associé avec Pia depuis 2009, Claira-Pia Salanque Méditerranée Football Club.

## Économie

### Revenus
En 2018, la commune compte 1 819 ménages fiscaux, regroupant 4 313 personnes. La médiane du revenu disponible par unité de consommation est de 20 500 € (19 350 € dans le département). 45 % des ménages fiscaux sont imposés (42,1 % dans le département).

### Emploi
|                | 2008   | 2013   | 2018   |
| -------------- | ------ | ------ | ------ |
| Commune        | 8,6 %  | 10,3 % | 11,9 % |
| Département    | 10,3 % | 12,9 % | 13,3 % |
| France entière | 8,3 %  | 10 %   | 10 %   |

En 2018, la population âgée de 15 à 64 ans s'élève à 2 569 personnes, parmi lesquelles on compte 73,9 % d'actifs (62 % ayant un emploi et 11,9 % de chômeurs) et 26,1 % d'inactifs,. Depuis 2008, le taux de chômage communal (au sens du recensement) des 15-64 ans est inférieur à celui du département, mais supérieur à celui de la France.
La commune fait partie de la couronne de l'aire d'attraction de Perpignan, du fait qu'au moins 15 % des actifs travaillent dans le pôle,. Elle compte 1 699 emplois en 2018, contre 1 456 en 2013 et 1 186 en 2008. Le nombre d'actifs ayant un emploi résidant dans la commune est de 1 602, soit un indicateur de concentration d'emploi de 106,1 % et un taux d'activité parmi les 15 ans ou plus de 55,3 %.
Sur ces 1 602 actifs de 15 ans ou plus ayant un emploi, 413 travaillent dans la commune, soit 26 % des habitants. Pour se rendre au travail, 90,7 % des habitants utilisent un véhicule personnel ou de fonction à quatre roues, 1,6 % les transports en commun, 4,5 % s'y rendent en deux-roues, à vélo ou à pied et 3,2 % n'ont pas besoin de transport (travail au domicile).

### Revenus de la population et fiscalité
En 2010, le revenu fiscal médian par ménage était de 27 615 €.

### Entreprises et commerces
La commune abrite le siège social d'une société crée en 2005 M+ Matériaux : négoce de matériaux de construction filiale de Samse et premier employeur local (538 personnes en 2017).[réf. nécessaire]

## Culture locale et patrimoine

### Monuments et lieux touristiques
Le vieux village était protégé par une enceinte fortifiée de plan rectangulaire flanquée de tours. Remontant au XIIe siècle, plusieurs fois réparée, elle fut rasée au XIXe siècle. Il n'en reste que de rares vestiges et la trace sur le cadastre du village.
À l’est se dresse l'église paroissiale Saint-Vincent, dont le chevet prenait appui contre le rempart est. Citée en 1091, l'édifice roman fut reconstruit au XIVe siècle puis remanié aux XVIIIe siècle et XIXe siècle. Le mur sud conserve des vestiges intéressants : une fenêtre romane en plein cintre, un enfeu gothique surmonté par un bas-relief et une inscription datée de 1372, encadré de deux gargouilles. L'édifice est dominé par un clocher gothique en brique, remanié postérieurement.
Environ 2 kilomètres à l'ouest du village se dresse l'église Saint-Pierre-du-Vilar (catalan : Sant Pere del Vilar). Citée dès 951, possession de l'abbaye Sainte-Marie de Lagrasse, elle fut le siège d'un prieuré qui fut sécularisé au XIVe siècle. L'édifice actuel date du XIe siècle et possède une nef unique terminée par une abside semi-circulaire. Elle fut surélevée et remaniée postérieurement (période indéterminée), comme le montre la fenêtre axiale de l'abside qui est maintenant au ras du sol. Les traces de reprise de la maçonnerie sont également très visibles sur la façade occidentale, avec l'adjonction d'un clocher-mur et d'un portail modernes. Les traces d'un ancien portail sont visibles sur le mur nord.
- Église Saint-Pierre-du-Vilar. L'édifice est référencé dans la base Mérimée et à l'Inventaire général Région Occitanie[47]. Plusieurs objets sont référencés dans la base Palissy (voir les notices liées)[47].
- Église Saint-Vincent de Claira. L'édifice est référencé dans la base Mérimée et à l'Inventaire général Région Occitanie[48]. De nombreux objets sont référencés dans la base Palissy (voir les notices liées)[48].

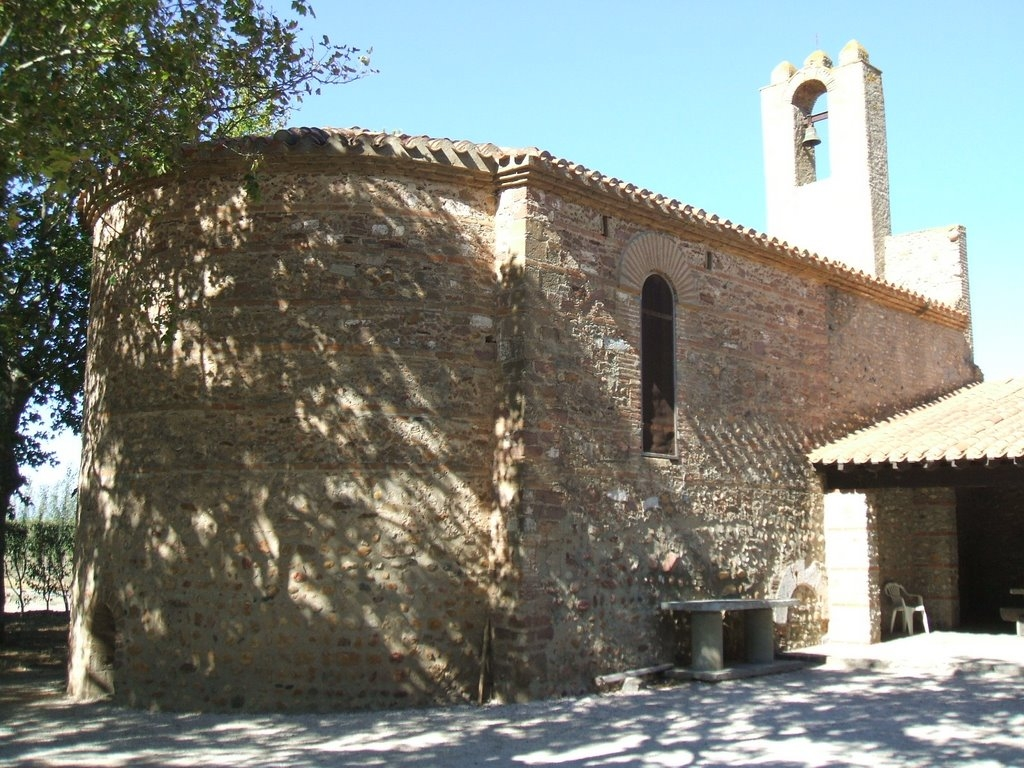
Chapelle Saint-Pierre (vue du nord-est).
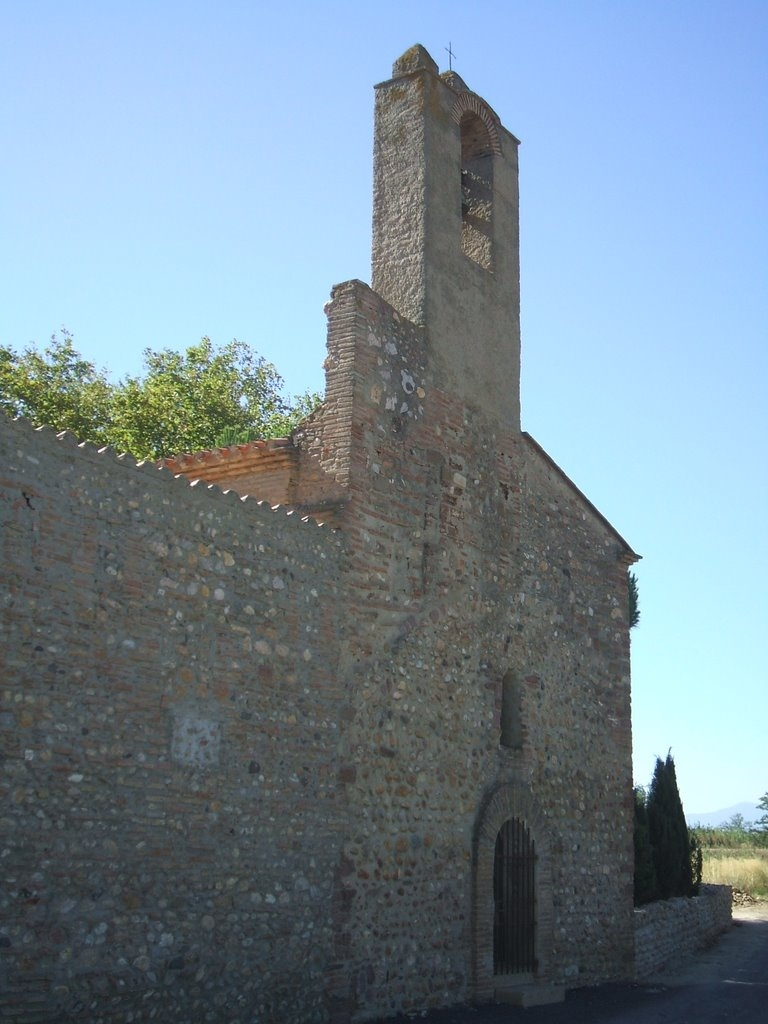
Chapelle Saint-Pierre (façade occidentale).
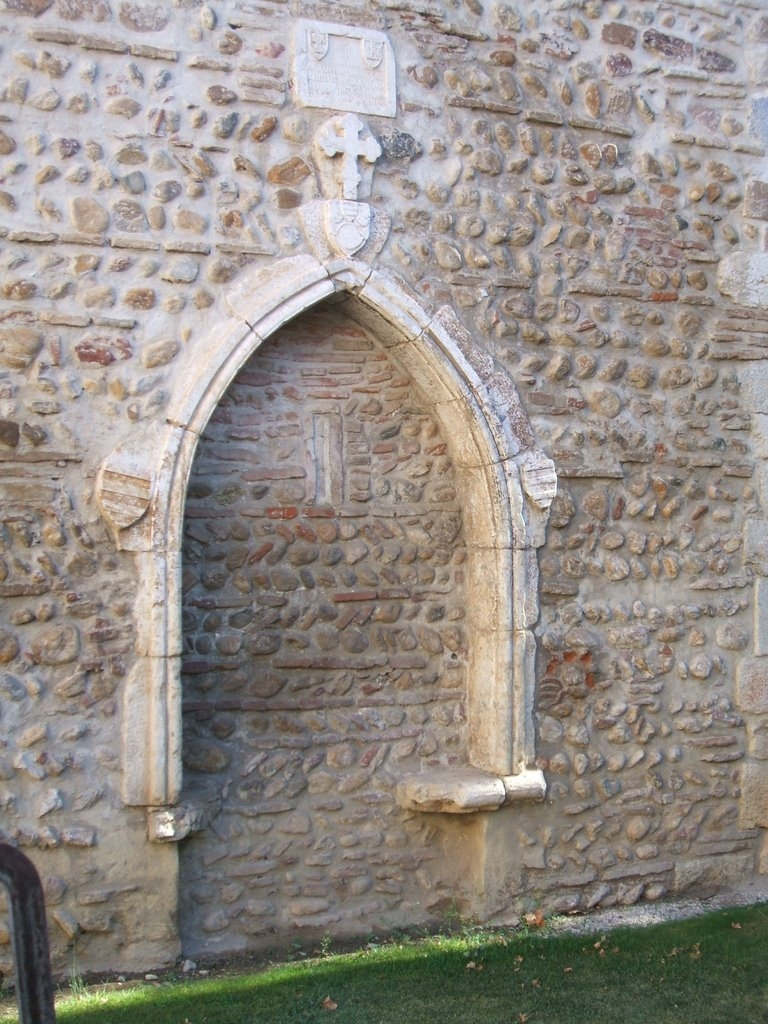
Enfeu gothique du mur sud de l'église Saint-Vincent.
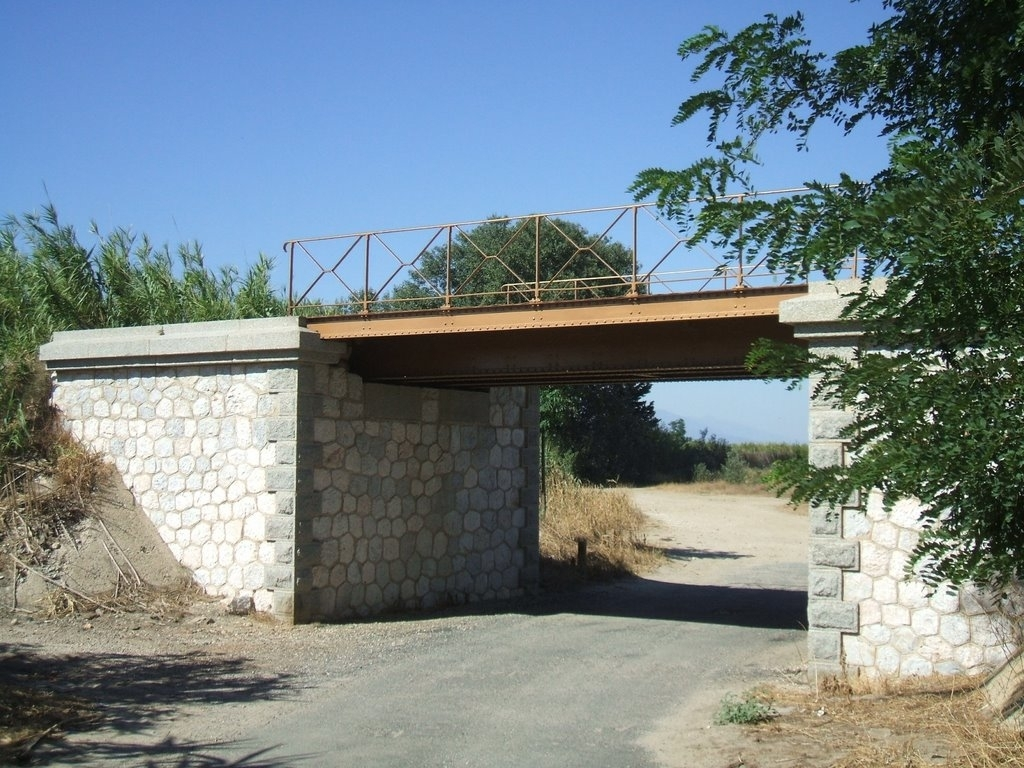
Pont ferroviaire de l'ancienne ligne Rivesaltes - Le Barcarès.
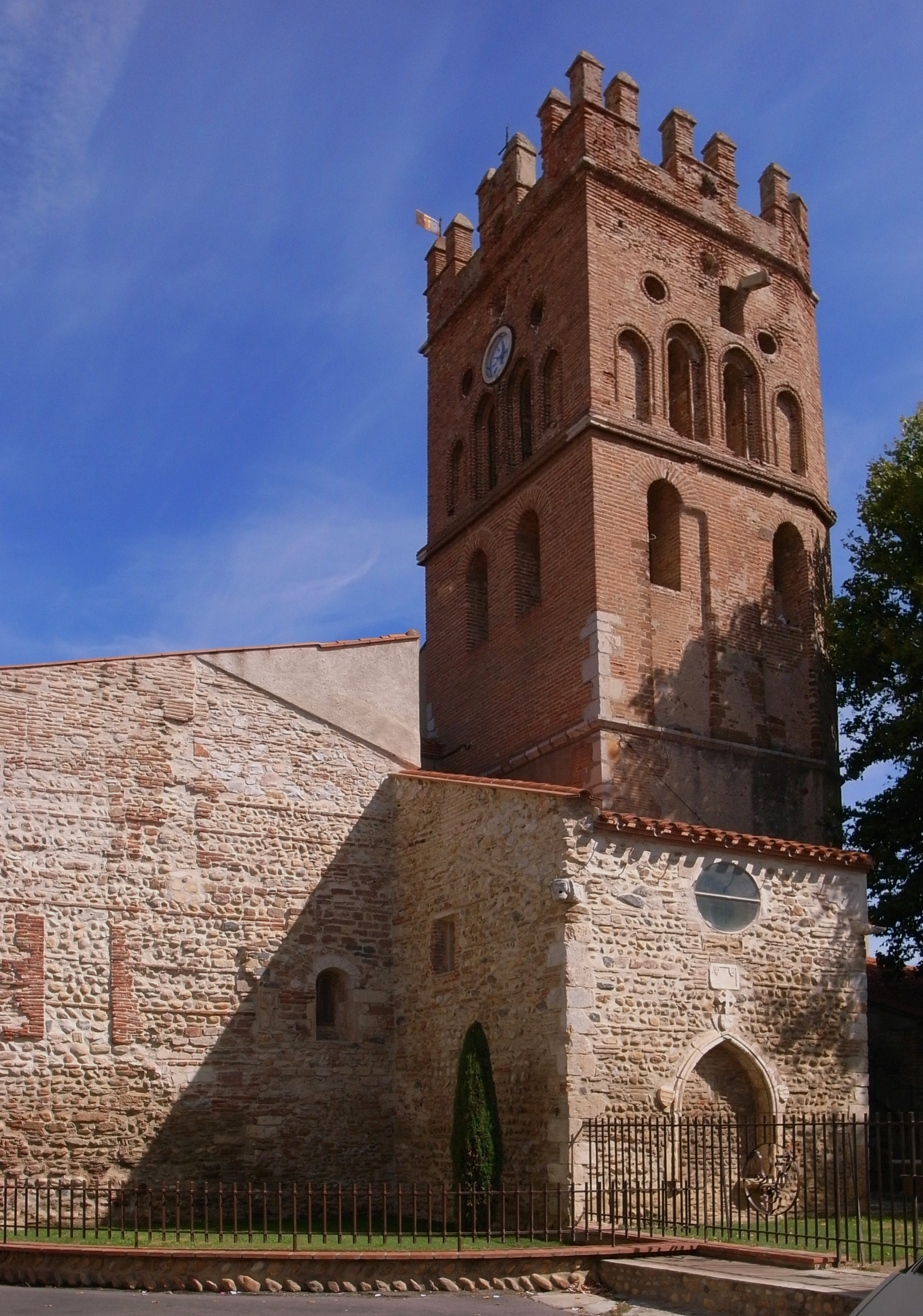
Église Saint-Vincent de Claira

### Personnalités liées à la commune
- Dacien Olive (1924-2003), né à Claira, joueur français de rugby à XV, qui a joué avec l'équipe de France et l'AS Montferrand au poste de trois-quarts aile (1,78 m pour 77 kg).
- John Tchicai (1936-2012), saxophoniste et compositeur danois de jazz, résidait à Claira depuis 2001.
- Alain Esclopé, homme politique né à Claira en 1942.

### Héraldique
| Blason de Claira | Blason  | D'azur au dextrochère armé d'une épée haute posée en bande, le tout d'or, issant d'une burelle ondée d'argent en pointe; à la meule de moulin d'argent percée du champ, brochant sur l'épée, tiercée en pairle ondé renversé par un filet de sable, chargée au 1er d'une cloche de gueules, au 2e d'une tour donjonnée du même, ouverte et ajourée d'argent, au 3e d'un chardon de gueules. |
| Blason de Claira | Détails | Le statut officiel du blason reste à déterminer. |